# جام باشگاه‌های تهران ۱۳۵۳
جام باشگاه‌های تهران ۱۳۵۳ دوره‌ای از مسابقات جام باشگاه‌های تهران بود که در آبان ماه سال ۱۳۵۳ آغاز و در دی ماه به پایان رسید. این دوره از مسابقات با شرکت ۱۴ تیم در یک گروه انجام شد. تیم های دژبان و حمید از دسته دوم صعود کرده بودند، برق تیم سقوط کرده از لیگ تخت جمشید و بانک سپه نیز بجای ایرانا در مسابقات حضور یافت. همچنین باشگاه داریی نیز پس از شش سال و در بازگشایی مجدد جواز حضور در مسابقات را بدست آورد.  در پایان تیم دارایی به عنوان قهرمانی دست یافت، تیم نفت در جایگاه دوم جدول ایستاد و تیم آرارات نیز سوم شد. تیم دارایی با قهرمانی در این مسابقات به عنوان سهمیه تهران به مسابقات جام تخت جمشید ۱۳۵۴ راه یافت. 

## جدول رده‌بندی
منبع: 
| رتبه | باشگاه    | بازی | برد | مساوی | باخت | گل‌زده | گل‌خورده | امتیاز |
| ---- | --------- | ---- | --- | ----- | ---- | ----- | ------- | ------ |
| ۱    | دارایی    | ۱۳   | ۸   | ۳     | ۲    | ۱۹    | ۳       | ۱۹     |
| ۲    | نفت       | ۱۳   | ۷   | ۴     | ۲    | ۱۳    | ۵       | ۱۸     |
| ۳    | آرارات    | ۱۳   | ۸   | ۲     | ۳    | ۱۶    | ۹       | ۱۸     |
| ۴    | برق       | ۱۳   | ۵   | ۶     | ۲    | ۱۳    | ۶       | ۱۶     |
| ۵    | دژبان     | ۱۳   | ۶   | ۳     | ۴    | ۱۲    | ۷       | ۱۵     |
| ۶    | بانک سپه  | ۱۳   | ۴   | ۷     | ۲    | ۹     | ۶       | ۱۵     |
| ۷    | شهربانی   | ۱۳   | ۶   | ۳     | ۴    | ۱۳    | ۱۴      | ۱۵     |
| ۸    | تهرانجوان | ۱۳   | ۵   | ۴     | ۴    | ۱۳    | ۱۰      | ۱۴     |
| ۹    | پیام      | ۱۳   | ۴   | ۴     | ۵    | ۱۱    | ۱۵      | ۱۲     |
| ۱۰   | بوتان     | ۱۳   | ۲   | ۵     | ۶    | ۸     | ۱۳      | ۹      |
| ۱۱   | افسر      | ۱۳   | ۲   | ۵     | ۶    | ۹     | ۱۷      | ۹      |
| ۱۲   | اقبال     | ۱۳   | ۳   | ۳     | ۷    | ۸     | ۱۷      | ۹      |
| ۱۳   | شهباز     | ۱۳   | ۰   | ۷     | ۶    | ۷     | ۱۴      | ۷      |
| ۱۴   | حمید      | ۱۳   | ۰   | ۶     | ۷    | ۳     | ۱۸      | ۶      |

## گلزنان برتر
| # | گلزنان        | تعداد گل | تیم       |
| - | ------------- | -------- | --------- |
| ۱ | اکبر حقیقت    | ۷        | برق       |
| ۲ | علی مودت      | ۶        | نفت       |
|   | آرشاویر ملکی  | ۶        | آرارات    |
|   | تقی جهانی     | ۶        | افسر      |
| ۵ | جعفر آزرمگین  | ۵        | دژبان     |
|   | هادی آهنگران  | ۵        | تهرانجوان |
|   | روبیک قورهانس | ۵        | آرارات    |